# Host (nakladatelství)
Host je nakladatelství se sídlem v Brně. Je aktivním členem profesní organizace Svaz českých knihkupců a nakladatelů. Nakladatelství má též vlastní internetovou prodejnu.

## Historie
Historie nakladatelství Host souvisí s literární revue Host. Miroslav Balaštík a Tomáš Reichel (kteří v té době působili v této revue) spolu v roce 1996 založili také nakladatelství, zaměřené zpočátku na vydávání poezie a literárně-teoretických knih, které nakladatelství vydává i nadále. V současné podobě bylo nakladatelství zapsané do obchodního rejstříku 3. ledna 2000 jako HOST – vydavatelství, s.r.o se sídlem v Brně (spisová značka C 35443 u Krajského soudu v Brně). I v současnosti jsou vlastníky společnosti Miroslav Balaštík, Tomáš Reichel a navíc Martin Stöhr. Nakladatelství má (podle údajů ČSÚ v ARES) někde mezi 25 až 49 zaměstnanci.
Do roku 2013 nakladatelství vydalo přibližně 700 tištěných publikací a asi 120 e-knih. Podle Zprávy o českém knižním trhu (2017) patří mezi dvacet největších českých nakladatelství podle počtu vydaných titulů,
přičemž v roce 2014 vydalo 89, 2015: 113 a 2016: 103 titulů. S tržbami z prodeje vlastních knih 54 miliónů Kč v roce 2016 patří dokonce do první desítky nakladatelů podle obratu. Autoři Zprávy ovšem uvádějí, že v přehledu nakladatelů s tržbami nad 50 miliónů několik nakladatelství chybí: např. proto, že z dostupných výkazů nejsou schopni z celkového obratu oddělit tržby za knihy od tržeb za jiné zboží nebo služby. Týká se to zejména těchto nakladatelství: Slovart (distribuce zahraniční literatury), Portál (časopisy, vlastní knihkupectví), BB/art (vč. prodejen), SPN, Anag (knihkupectví a časopisy) a Tarsago (neknižní zboží).

## Profil, žánry a autoři
Slovník české literatury ho charakterizuje jako nakladatelství „zaměřené na soudobou českou poezii a prózu, světovou literární teorii a na překladovou beletrii“. Nakladatelství vydává knihy v mnoha žánrech, mezi které patří:
- poezie a literárně-teoretické knihy: např. Olga Tokarczuk(ová), polská autorka poezie, esejí a scénářů,
- krimi a detektivky: např. Stieg Larsson, Lars Kepler, Graham Masterton,
- science fiction a fantasy: např. Mats Strandberg, Anthony Ryan, Liou Cch’-sin
- literatura pro děti a mládež: např. Vendula Borůvková,
- beletrie: např. Jeffrey Eugenides, americký romanopisec a povídkář, držitel Pulitzerovy, francouzská spisovatelka Muriel Barberyová,
- populárně naučná literatura.

Za zvláštní zmínku stojí Česká knižnice, v které jsou vydávána významná česká literární díla vzniklá v českých zemích od počátků písemnictví až po současnost. Tuto edici společně vydávají
Nadační fond Česká knižnice, Ústav pro českou literaturu Akademie věd České republiky a nakladatelství Host. V této edici vyšly např. výbor menších spisů Jana Husa, veršovaná legenda Život svaté Kateřiny ze 14. století, Putování Kryštofa Haranta z Polžic a Bezdružic, básně a prózy Karla Havlíčka Borovského, divadelní hry Václava Klimenta Klicpery, Babička Boženy Němcové, Epické básně Jaroslava Vrchlického, Staré pověsti české Aloise Jiráska, vybrané knihy Karoliny Světlé, Jáchyma Topola, hry Jiřího Voskovce a Jana Wericha a mnohé další.

## Ocenění
Knihy vydané nakladatelstvím Host získaly velké množství ocenění a nominací na ocenění, např. cenu Magnesia Litera za knihu desetiletí, za knihu roku, za prózu, za knihu pro děti a mládež,
Kniha roku Lidových novin, Státní cenu za literaturu, Cenu Josefa Škvoreckého, cenu Česká kniha, Cenu Evropské unie za literaturu (European Union Prize for Literature) a další.
Mezi oceněné autory patří např.:
- Vendula Borůvková: 1918 aneb Jak jsem dal gól přes celé Československo (Magnesia Litera 2019 za knihu pro děti a mládež)[7]
- Radka Denemarková: Hodiny z olova (Magnesia Litera 2019 – Kniha roku)[7]
- Milan Děžinský: Obcházení ostrova (Magnesia Litera 2018 – Moleskine Litera za poezii)[8]
- Biance Bellová: Jezero (Magnesia Litera 2017 – Kniha roku, Cena Evropské unie za literaturu 2017, Studentská cena Česká kniha 2017)[9],[10],[11]
- Jiří Hájíček: Dešťová hůl (Cena Česká kniha 2017, Kniha roku 2016 v anketě Lidových novin)[11],[12]
- Sára Vybíralová: Spoušť (Cena Jiřího Ortena 2016)[13]
- Petra Dvořáková: Julie mezi slovy (Zlatá stuha v kategorii beletrie pro mládež 2014, Cena učitelů za přínos k rozvoji dětského čtenářství 2014)[14],
Petra Dvořáková: Proměněné sny (Magnesia Litera 2007 za publicistiku)[15]
- Ondřej Hanus: Výjevy (Cena Jiřího Ortena 2014)[16]
- Kateřina Tučková: Žítkovské bohyně (Magnesia Litera 2013 – Kosmas cena čtenářů, Cena čtenářů České knihy 2013, Cena Josefa Škvoreckého 2012, Český bestseller 2012)[17],[11],[18],[19],
Kateřina Tučková: Vyhnání Gerty Schnirch (Magnesia Litera 2010 – Knižní klub cena čtenářů + několik dalších nominací)[20]
- Jan Balabán: Možná že odcházíme (Magnesia Litera – Kniha desetiletí, Magnesia Litera 2005 za prózu, další ocenění a nominace)[21],
Jan Balabán: Zeptej se táty (Magnesia Litera 2011 – Kniha roku, Kniha roku 2010 v anketě Lidových novin a jiné nominace)[20],[22] a další ocenění autoři.